# 1-Tetracosanol
El 1-Tetracosanol es un alcohol graso de 24 átomos de carbono, generalmente derivado del ácido graso ácido lignocérico.